# دونالد وليامز (لاعب هوكي الحقل)
دونالد وليامز (بالإنجليزية: Donald Williams)‏ هو لاعب هوكي الحقل بريطاني، ولد في 11 سبتمبر 1966 في آلترنكهام في المملكة المتحدة.

## وصلات خارجية
- دونالد وليامز على موقع أوليمبيديا (الإنجليزية)